# Łokciowe
Łokciowe (kaszb. Łokcewé, Łokcowé lub też Łokc, niem. Lochzen) – stara osada słowińska w Polsce położona w województwie pomorskim, w powiecie słupskim, w gminie Smołdzino na Wybrzeżu Słowińskim. Wieś jest siedzibą sołectwa Łokciowe w którego skład wchodzi również miejscowość Przybynin.
W latach 1975–1998 miejscowość administracyjnie należała do województwa słupskiego.
W 2011 roku miejscowość liczyła 171 mieszkańców.

## Nazwa
Nazwa ma pochodzenie słowiańskie. Co do jej charakteru wysunięto następujące hipotezy etymologiczne:
- nazwa kulturowa, przymiotnik od nazwy pospolitej – jednostki miary łokieć[7],
- nazwa dzierżawcza, przymiotnik od nazwy osobowej Łokieć – por. nazwisko z Kluk von Lockem[7].

Friedrich Lorentz odnotował formy nazwy w lokalnych gwarach słowińskich: Lɵkcìe̯vė, Lɵkcʉ̀ɵ̯vė. Niemiecka nazwa Lochzen jest adaptacją fonetyczną pierwotnej nazwy słowiańskiej.
Rada Języka Kaszubskiego proponuje kaszubską formę nazwy Łokcowé.